# Galactisch centrum

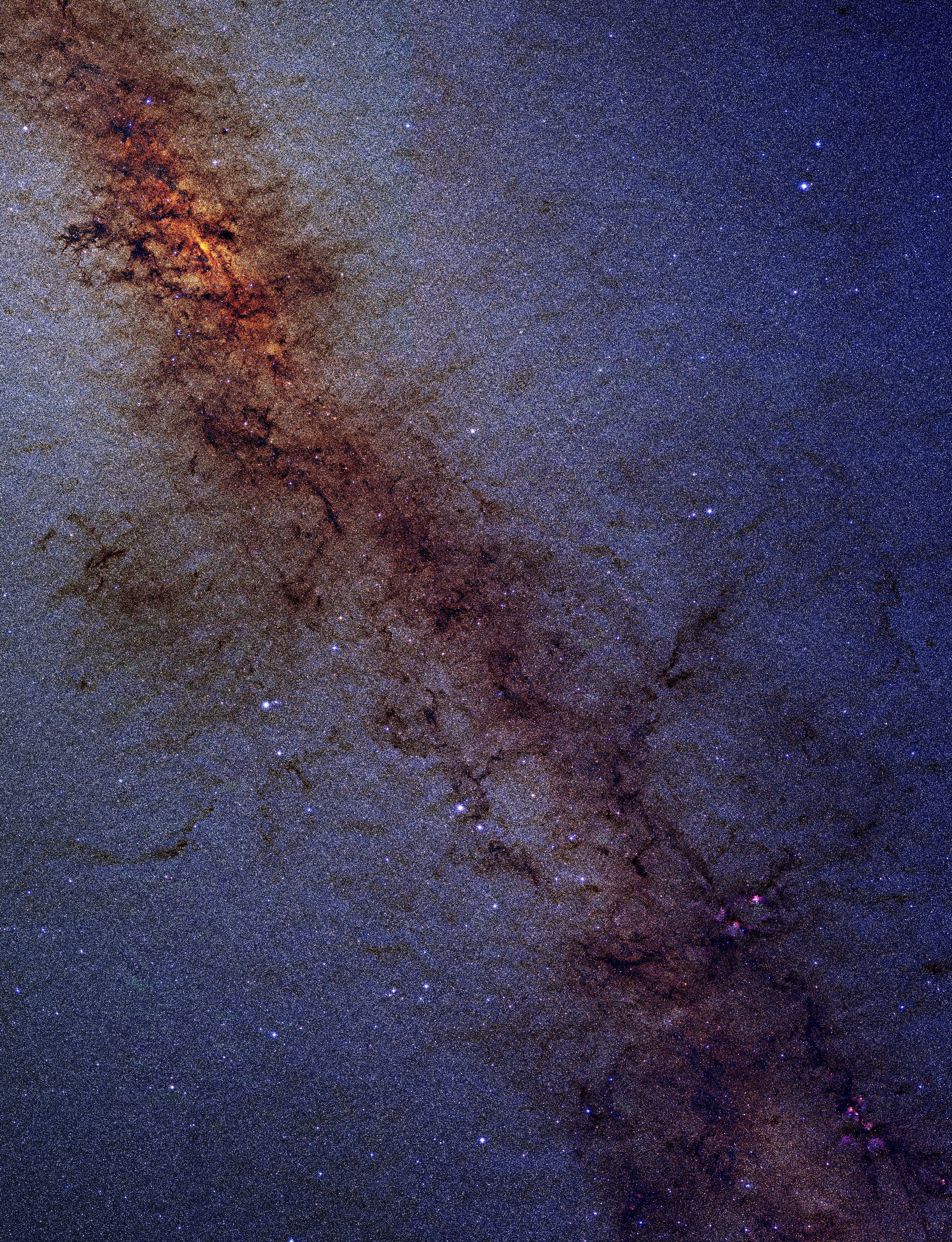
Een gebied van 8 × 10 graden nabij het galactisch centrum door de ogen van een van de 2MASS infrarood telescopen. Het centrum bevindt zich in het felle gedeelte linksboven.

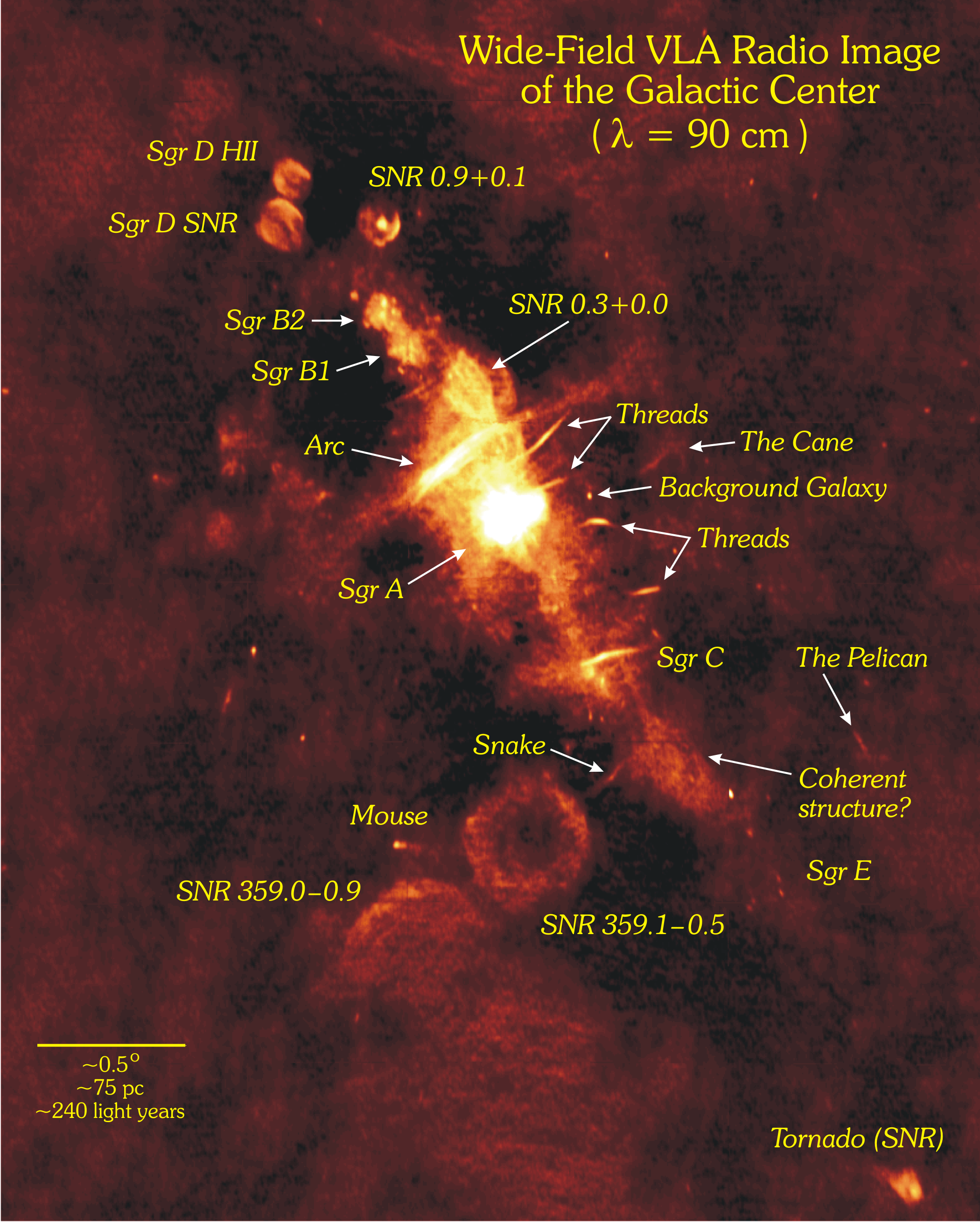
Radiokaart van het Galactisch Centrum, verkregen met het Very Large Array. Verschillende bronnen in het gebied zijn aangegeven.

Het galactisch centrum is het roterende centrum van de Melkweg in de richting van de sterrenbeelden Boogschutter, Slangendrager en Schorpioen, daar waar de Melkweg het felste schijnt. Als het eigenlijke centrum wordt de compacte radiobron Sagittarius A* beschouwd, de locatie van het supermassieve zwarte gat dat zich bevindt op een afstand van 8.178±13 parsecs (of 26.673±42 lichtjaar) van de Aarde.
Door de aanwezigheid van interstellaire wolken tussen de aarde en het galactisch centrum, is observatie via het zichtbaar spectrum, ultraviolet of zachte röntgenstraling bijna niet mogelijk. De meeste informatie die men heeft van het galactische centrum is verkregen door onderzoek via gammastraling, harde röntgenstraling, infrarood en radiogolven.
De coördinaten van het galactisch centrum werden voor het eerst vastgesteld door Harlow Shapley in 1918.

## De ontdekking
Immanuel Kant beschreef in 1755 zijn theorie dat er in het centrum van de Melkweg een grote ster moest zijn en voerde Sirius aan als mogelijke kandidaat. Harlow Shapley beargumenteerde in 1918 dat de halo van bolvormige sterrenhopen die de Melkweg omgeven zich scheen te centreren rond de zwermen sterren van het sterrenbeeld Boogschutter, echter blokkeren donkere wolken het zicht voor de optische astronomie. In de jaren 40 van de 20e eeuw nam astronoom Walter Baade dankbaar gebruik van de nachtelijke duisternis tijdens de oorlog om met zijn Hooker-telescoop in het Mount Wilson-observatorium naar het galactisch centrum te speuren. Hij vond nabij de ster Nash een opening in het kosmisch stof van een graad wijd (later Baade's window genoemd), waardoor een relatief helder beeld kon worden verkregen van de zwermen van sterren rond de kern van de Melkweg.
In 1958 heeft de Internationale Astronomische Unie (IAU) besloten om de positie van de radiobron Sagittarius A (die in 1931 ontdekt was door Karl Jansky) als het nulpunt van coördinaten in te stellen van de galactische lengte- en breedtegraad. Omdat de coördinaten in 1958 niet heel nauwkeurig waren ligt Sgr A* bij lengte 359,94423568 en breedte -0,04616002.

## Onze afstand tot het galactisch centrum
De exacte afstand tussen het zonnestelsel en het galactisch centrum was tot 2019 niet helemaal zeker, alhoewel de schattingen sinds 2000 bleven tussen de 24 en 28,4 kilolichtjaar (7,4-8,7 kiloparsec). Een accurate bepaling van de afstand tot het galactisch centrum, verkregen door veranderlijke sterren (zoals de RR Lyrae-ster) of andere gebruikelijke astronomische afstandsbepalers, wordt gehinderd door tal van verstoringen zoals extinctie.
Echter met behulp van de omloopbaan van de ster S2 rond Sgr A* heeft men in 2019 een zeer nauwkeurige afstand bepaald: 26.673±42 lichtjaar (8.178±13 parsec).

## Superzwaar zwart gat

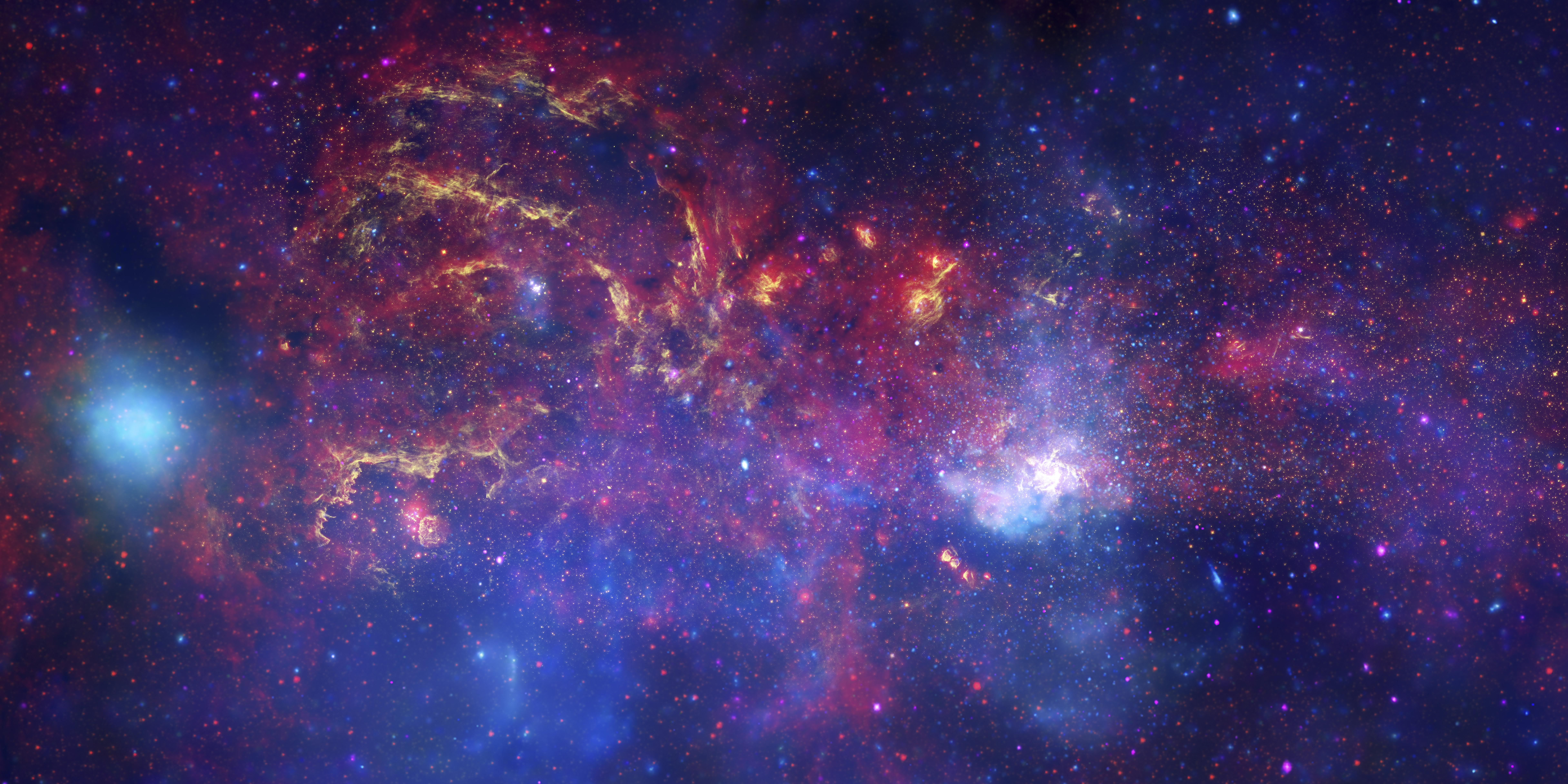
Afbeelding samengesteld uit metingen van:
Geel: Nabij-infrarood (Ruimtetelescoop Hubble
Rood: Infrarood (Spitzer Space Telescope)
Blauw en violet: Röntgenstraling (Chandra X-ray Observatory)
De lengte van het gebied op de afbeelding is ongeveer 0,5 graad. Sagittarius A bevindt zich in het felle witte gebied rechts van het centrum van de afbeelding.

De complexe astronomische radiobron Sagittarius A ligt schijnbaar bijna precies in het galactisch centrum, waarin een intense compacte radiobron bestaat, genaamd Sagittarius A*, welke samenvalt met een superzwaar zwart gat in het centrum van de Melkweg. Accretie van gas op een zwart gat, verondersteld via een accretieschijf, zou verantwoordelijk zijn voor de vrijgekomen energie van de radiobron, welke veel groter is dan het veronderstelde superzware zwarte gat.

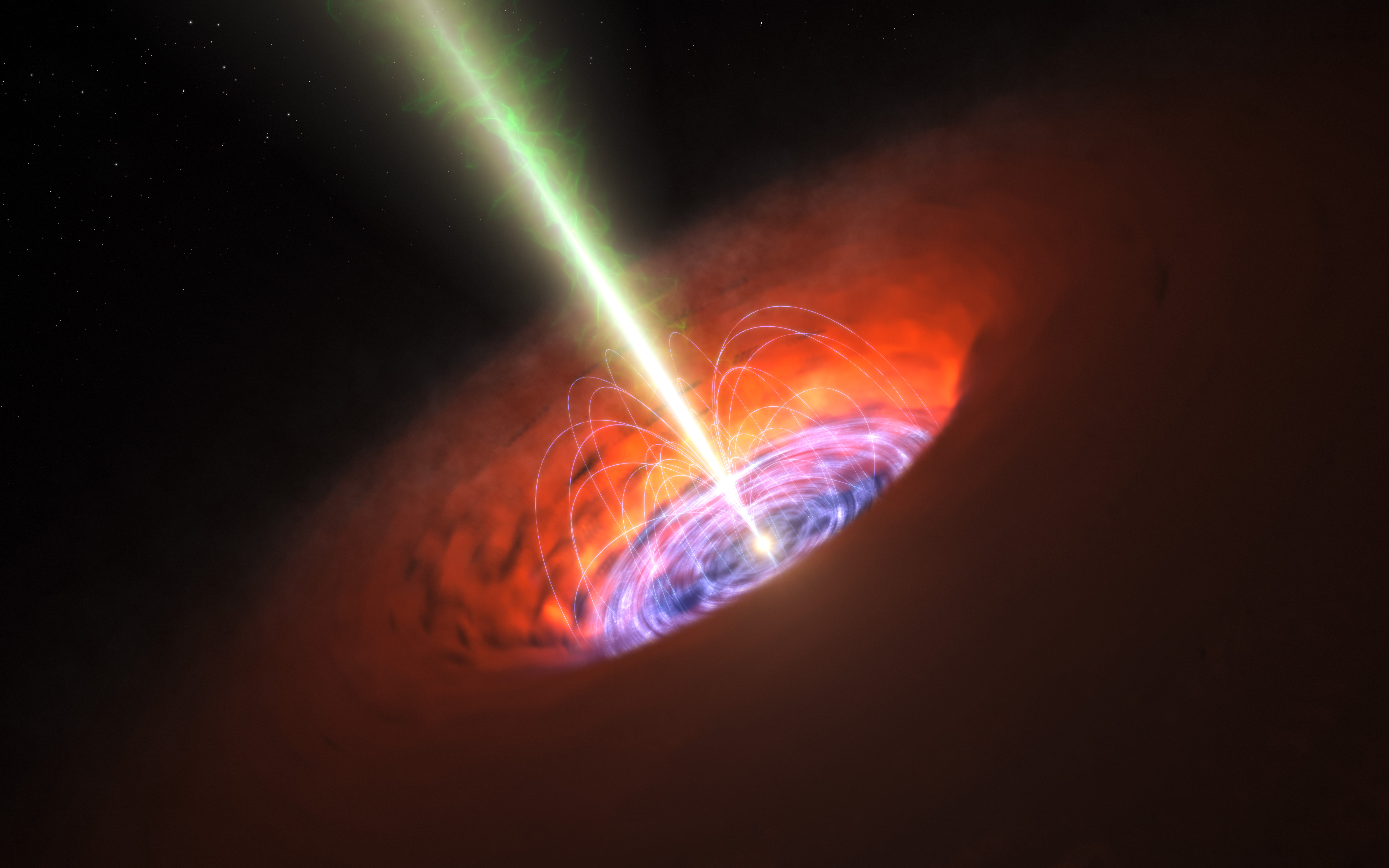
Kunstzinnige weergave van een superzwaar zwart gat met een accretieschijf en een kosmische jet.

Een studie uit 2008 waarbij een aantal radiotelescopen uit Hawaï, Arizona en Californië tegelijkertijd werd ingezet (Very-long-baseline interferometry) hebben de diameter van Sagittarius A* gemeten en kwamen op een waarde van 44 miljoen kilometer (0,3 AU). Ter vergelijking: de straal van de omloopbaan van de aarde om de zon tijdens het perihelium is ongeveer 150 miljoen kilometer (oftewel 1 AU). Het perihelium van de planeet Mercurius bedraagt 46 miljoen kilometer en is dus vergelijkbaar.
Wetenschappers van het Max Planck-instituut in Duitsland hebben met gebruik van Chileense telescopen het bestaan van een superzwaar zwart gat bevestigd met een massa van 4,3 miljoen zonsmassa.
Op 5 januari 2015 rapporteerde NASA een observatie van een stralingspiek van röntgenstraling dat 400 keer zo krachtig was als normaal van Sagittarius A*, een nieuw record. Deze ongewone gebeurtenis kan wellicht veroorzaakt zijn door het uiteenvallen van een planetoïde op het zwarte gat of het verstrengeld raken van magnetische veldlijnen in gas dat naar het zwarte gat stroomt, volgens de astronomen.

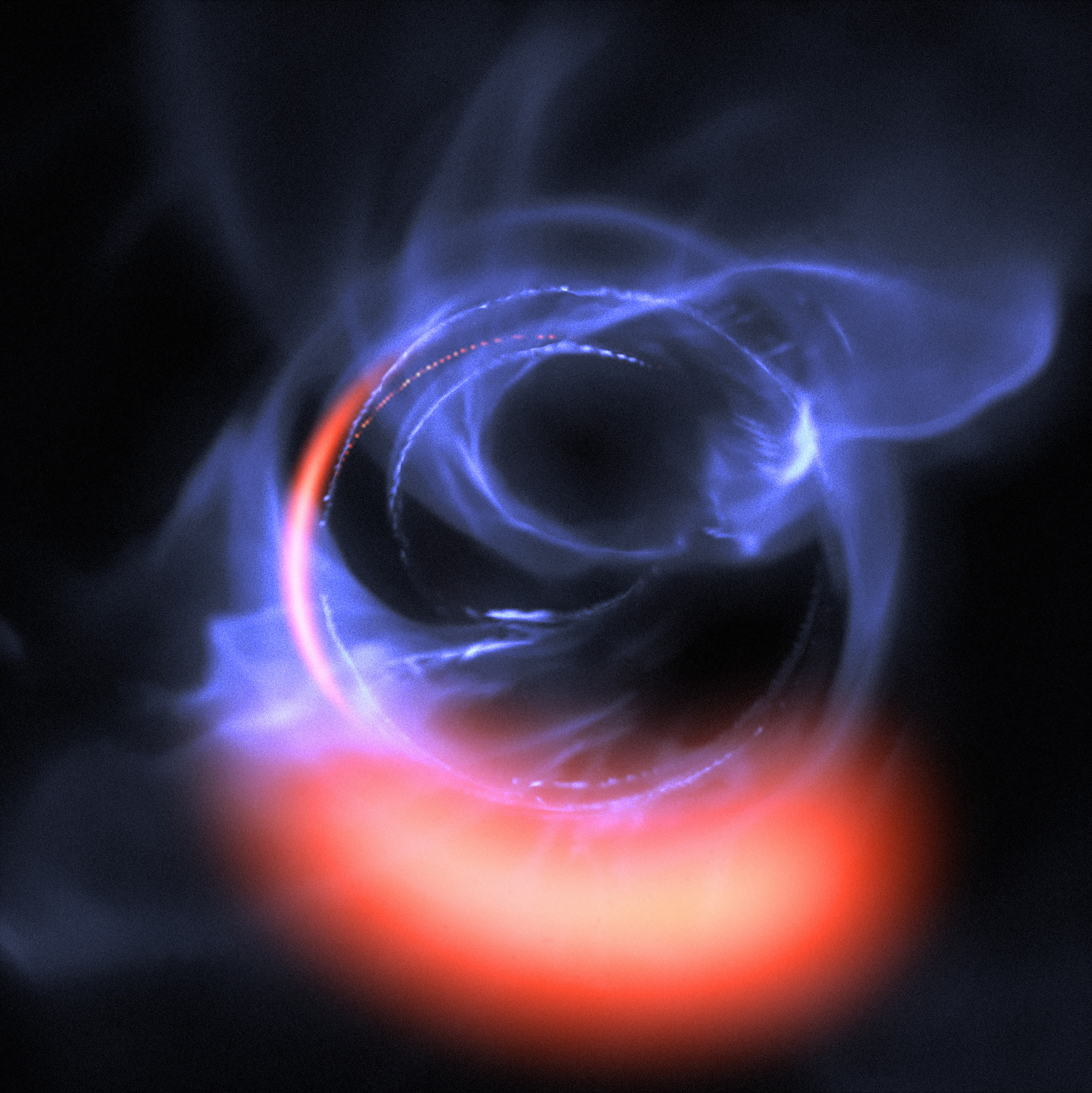
Simulatie van materiaal dat beweegt rond Sagittarius A*.

Met het GRAVITY-instrument van de VLT heeft de ESO op 31 oktober 2018 een weergave gemaakt van Sagittarius A. Dit deed men door het materiaal dicht om de singulariteit in kaart te brengen, daar een zwart gat zelf geen elektromagnetische straling uitzendt. Ze zagen hun kans hiervoor schoon met het vlakbij passeren van de S2 ster rond Sagittarius A, waarbij men drie opvlammingen van infrarode straling kon waarnemen, wat men ook zou verwachten bij het passeren van zo'n heet object als een ster. Deze opvlammingen bezaten een snelheid van 30 procent van de lichtsnelheid, dus ongeveer 300 miljoen kilometer per uur. Met deze observaties rond de waarnemingshorizon van het superzware zwarte gat hebben wetenschappers voor het eerst op deze manier bewijs gevonden van het bestaan ervan.

## Populatie van sterren

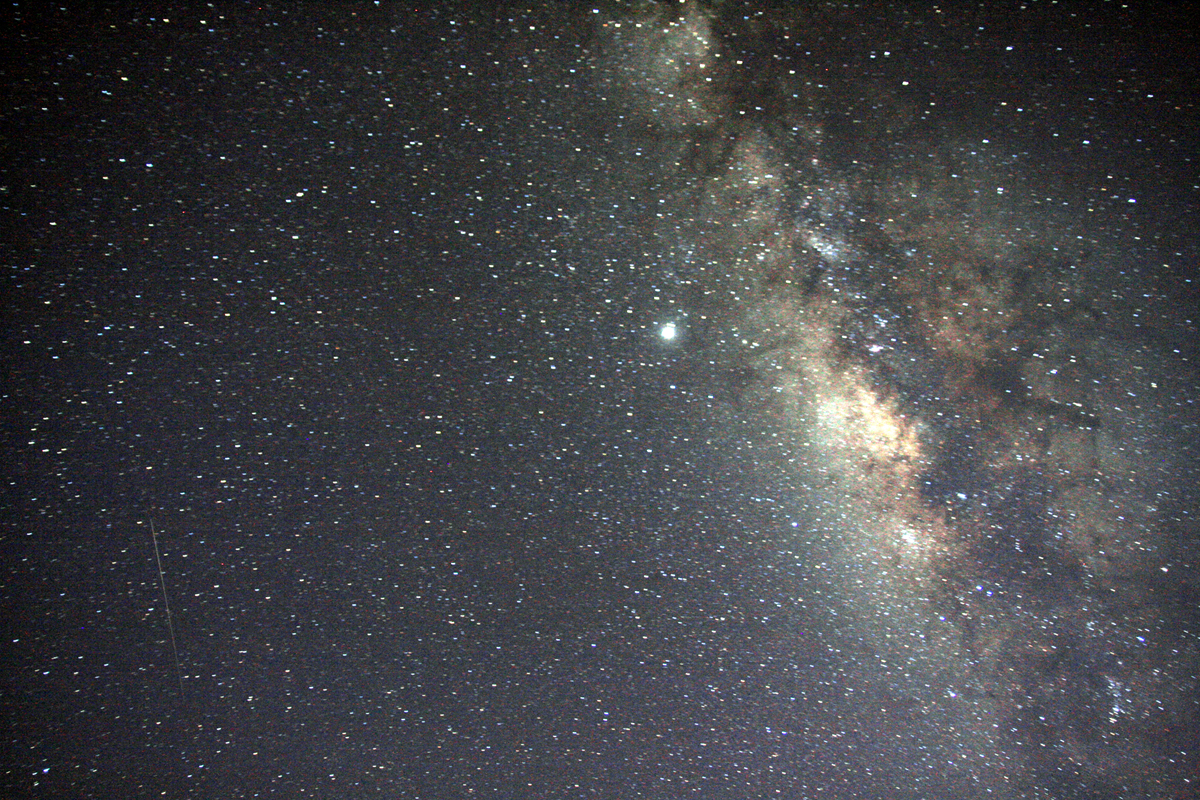
Het galactisch centrum van de Melkweg en een meteoroïde.

De centrale kubieke parsec rond Sagittarius A* bevat rond de 10 miljoen sterren. Alhoewel de meeste oude, rode reuzensterren zijn, bezit het galactisch centrum ook relatief veel van de allergrootste sterren. Er zijn tot nu toe meer dan 100 stuks van de O-B classificatie of Wolf-Rayetsterren gevonden. Deze hebben zich schijnbaar allemaal tegelijk gevormd tijdens een enkele stervorming van een paar miljoen jaar geleden. Het bestaan van deze relatief jonge sterren was een verrassing voor sterrenkundigen, die verwachtten dat de getijdenvelden van het centrale zwarte gat dit soort stergeboorten onmogelijk zouden maken. Deze 'paradox der jeugd' beproeft onze wetenschap nog sterker voor sterren die een nóg kleinere omloopbaan rond Sagittarius A* hebben, zoals S2 en S0-102. De beste verklaringen die we kunnen geven is dat deze twee sterren ergens aan een sterrenhoop ontsnapt zijn en in het zwaartekrachtveld van het zwarte gat gevangen zijn of dat de stervorming in een accretieschijf om Sagittarius A* is ontstaan. De meeste van deze honderdtal jonge, kolossale sterren lijken zich te concentreren in een of twee schijven en zijn niet willekeurig verdeeld in de centrale parsec. Er kunnen nog geen definitieve conclusies worden verbonden aan deze observaties.
Er lijkt momenteel geen stervorming plaats te vinden in het galactisch centrum, alhoewel er een schijf van moleculair gas, genaamd Sagittarius B2 is, dat zich in een omloopbaan om het centrum bevindt. Dit zou een goede locatie voor stervorming moeten zijn. In 2002 hebben Antony Stark en Chris Martin de dichtheid van al het gas in kaart gebracht in een gebied van 400 lichtjaar om het galactisch centrum. Zij vonden er een accumulerende ring in met een massa van een aantal miljoen keer die van de zon en een dichtheid die bijna groot genoeg was voor stervorming. Zij voorspellen in plusminus 200 miljoen jaar een periode van veelvuldige stervorming in het galactisch centrum, waarin de sterren snel zullen vormen en tot supernovae komen, wel honderd keer sneller dan normaal. Deze periode van stervorming kan gepaard gaan met het voorkomen van kosmische jets wanneer er materie in botsing komt met het zwarte gat. Men veronderstelt dat in de Melkweg zulke perioden van stervorming in het galactisch centrum cyclisch om de 500 miljoen jaar plaatsvinden.
Bovenop dit jeugdparadox is er ook nog een ouderdomsparadox, die gaat over de verspreiding van de oude sterren in het galactische centrum. Theoretische modellen voorspellen dat oude sterren – die in veel groteren getale aanwezig zijn dan de jongere – een sterk toenemende dichtheid zouden moeten hebben dichter bij het zwarte gat, een zogenaamde 'Bahcall-Wolf cusp'. In plaats daarvan ontdekte men in 2009 dat de dichtheid van oude sterren piekte op een afstand van 0,5 parsec van Sagittarius A*, dichter bij het zwarte gat zijn sterren afwezig. Er zijn verschillende verklaringen geopperd voor dit verschijnsel, echter is geen hiervan compleet bevredigend. Men verwacht wel dat het zwarte gat sterren zou verorberen in de nabijheid ervan, maar dit gebied zou veel kleiner moeten zijn dan een halve parsec.

### Galerij

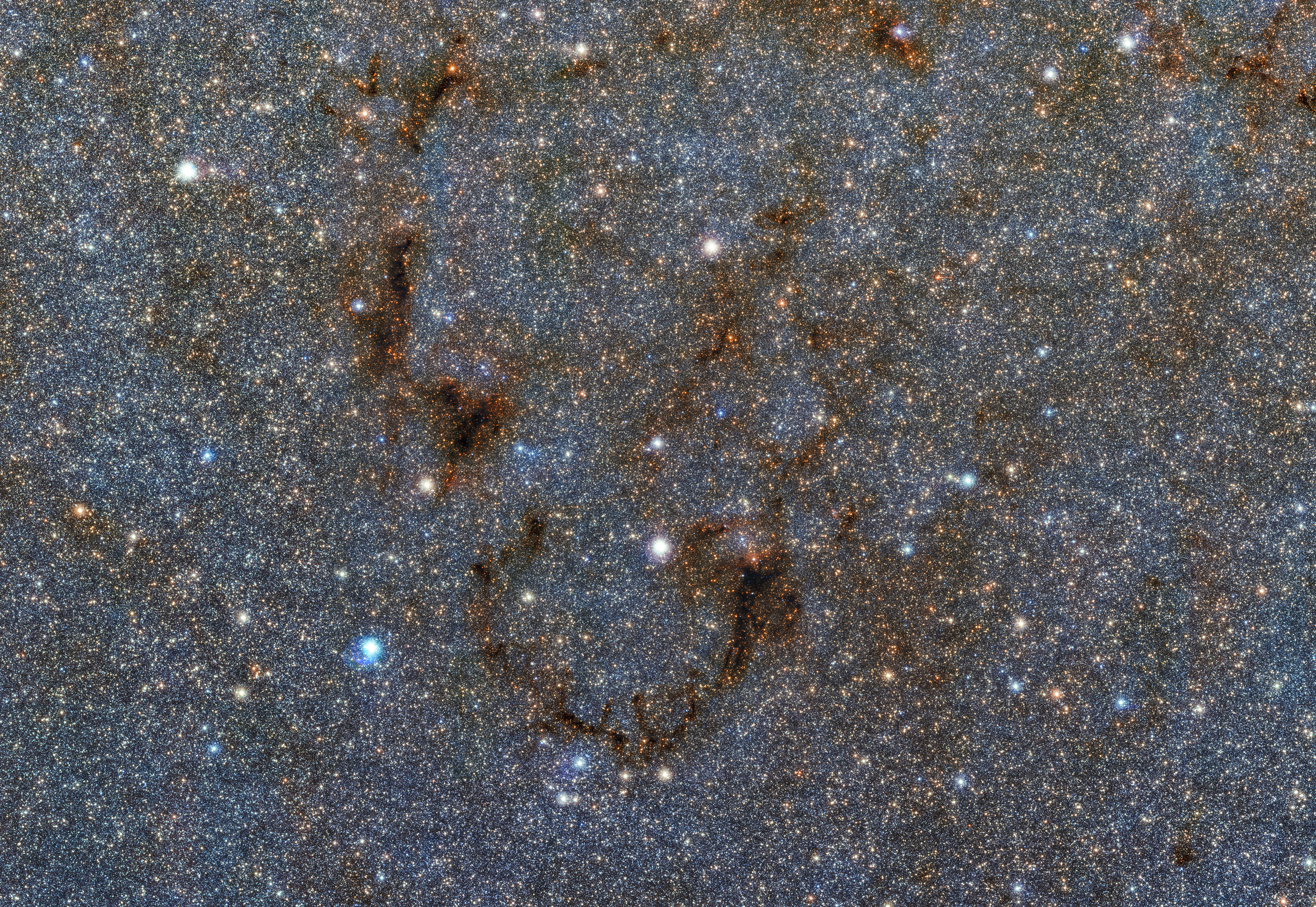
Een klein gedeelte van een gigapixel kleuren mozaïek van het hart van de Melkweg.
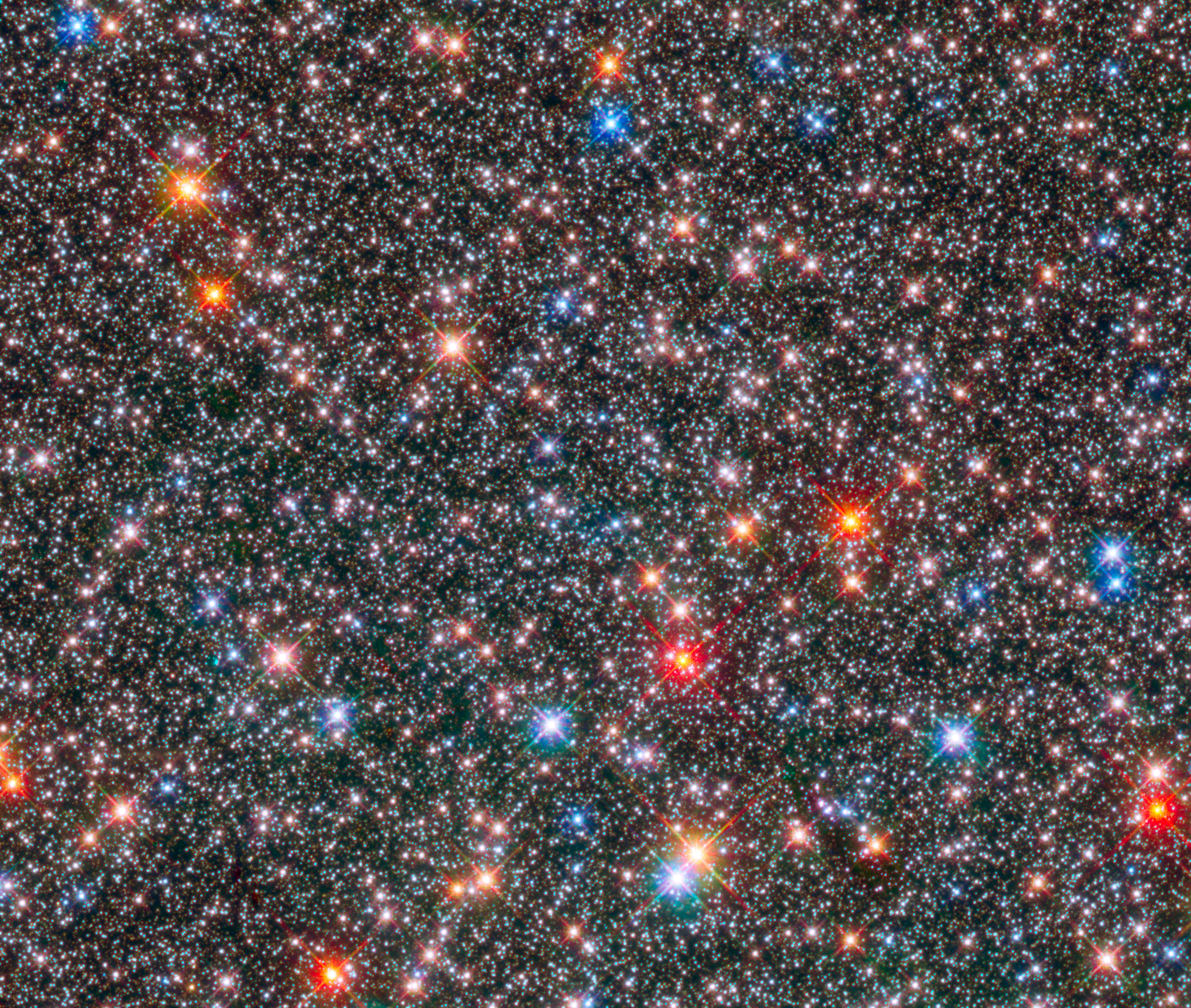
Rode reuzensterren tussen witte, zon-achtige sterren.
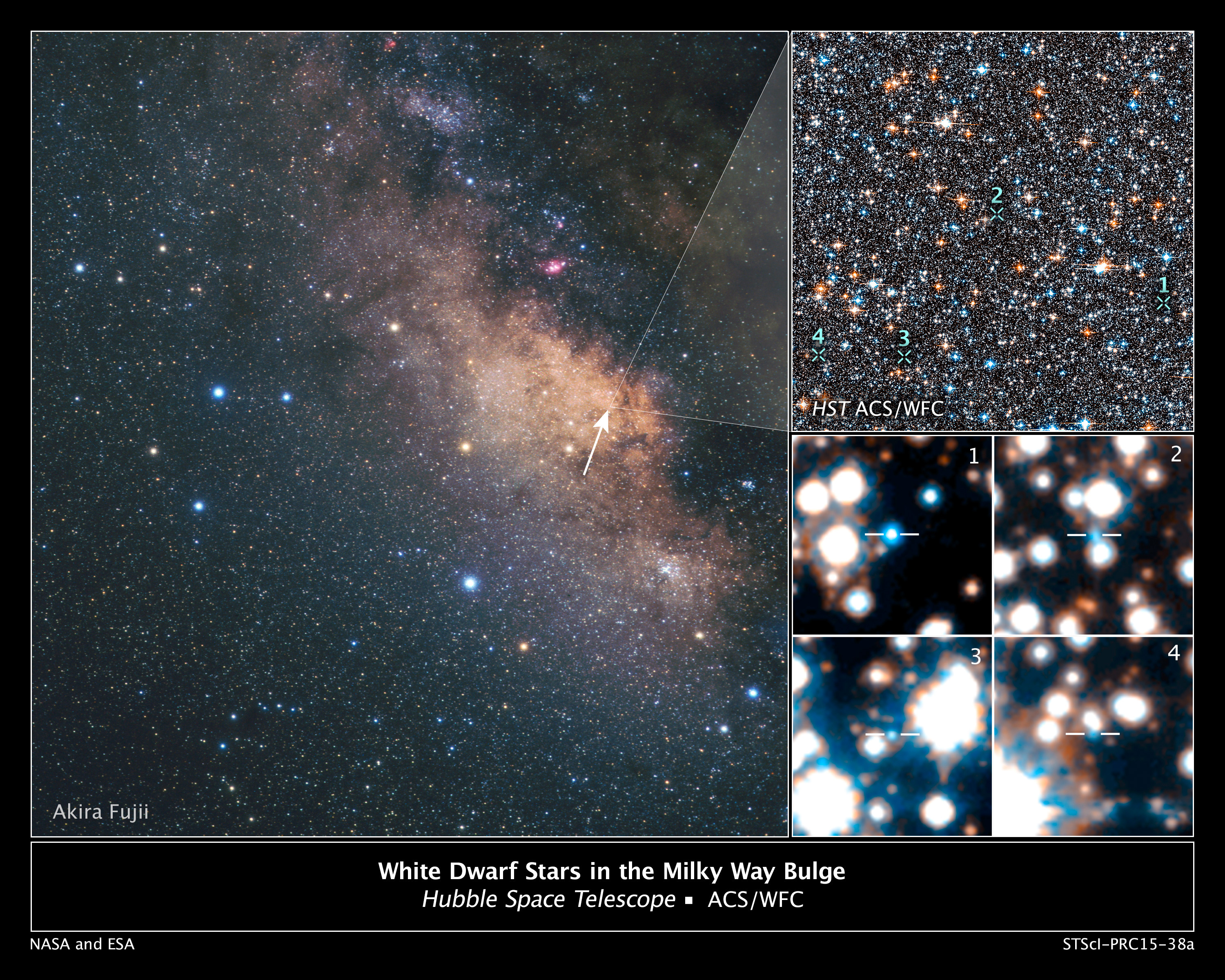
Witte dwergsterren in het midden van de Melkweg, met de Hubble gefotografeerd.
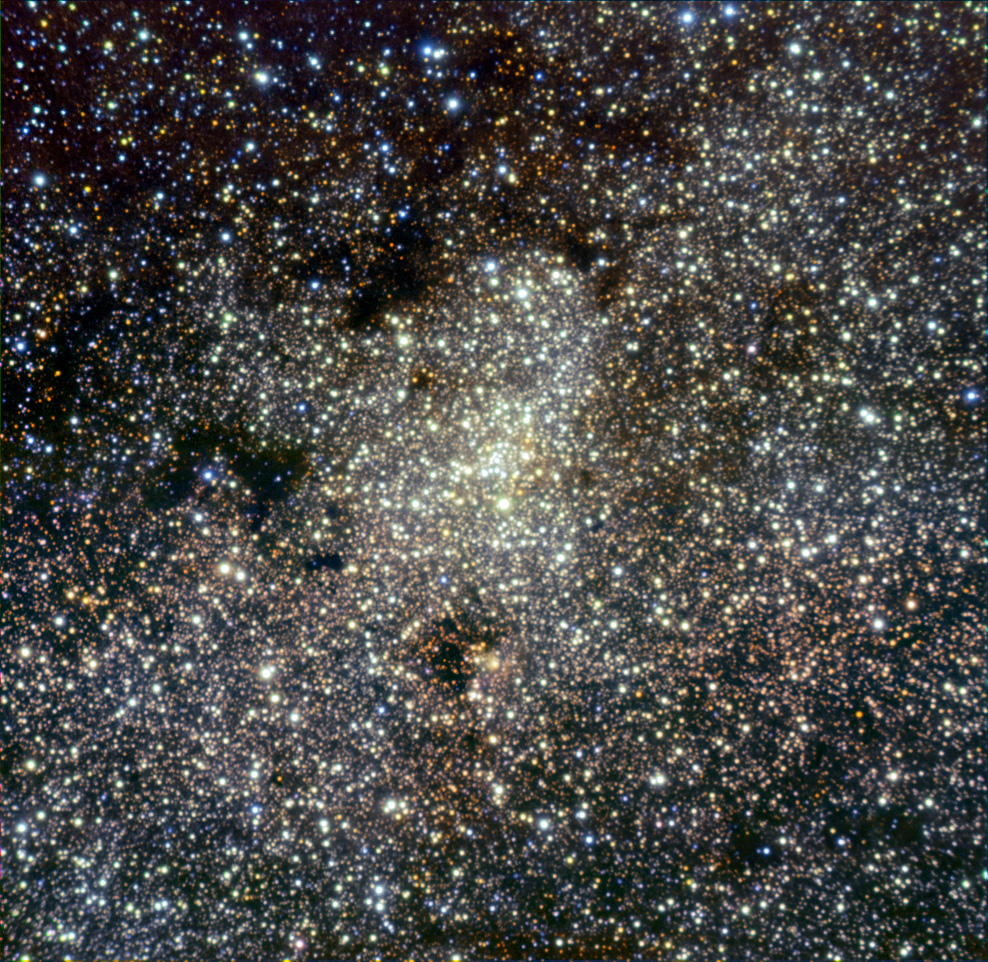
Het centrum van de Melkweg - foto genomen door ISAAC, de spectrometer voor nabij- en mid infrarood van de Very Large Telescope.
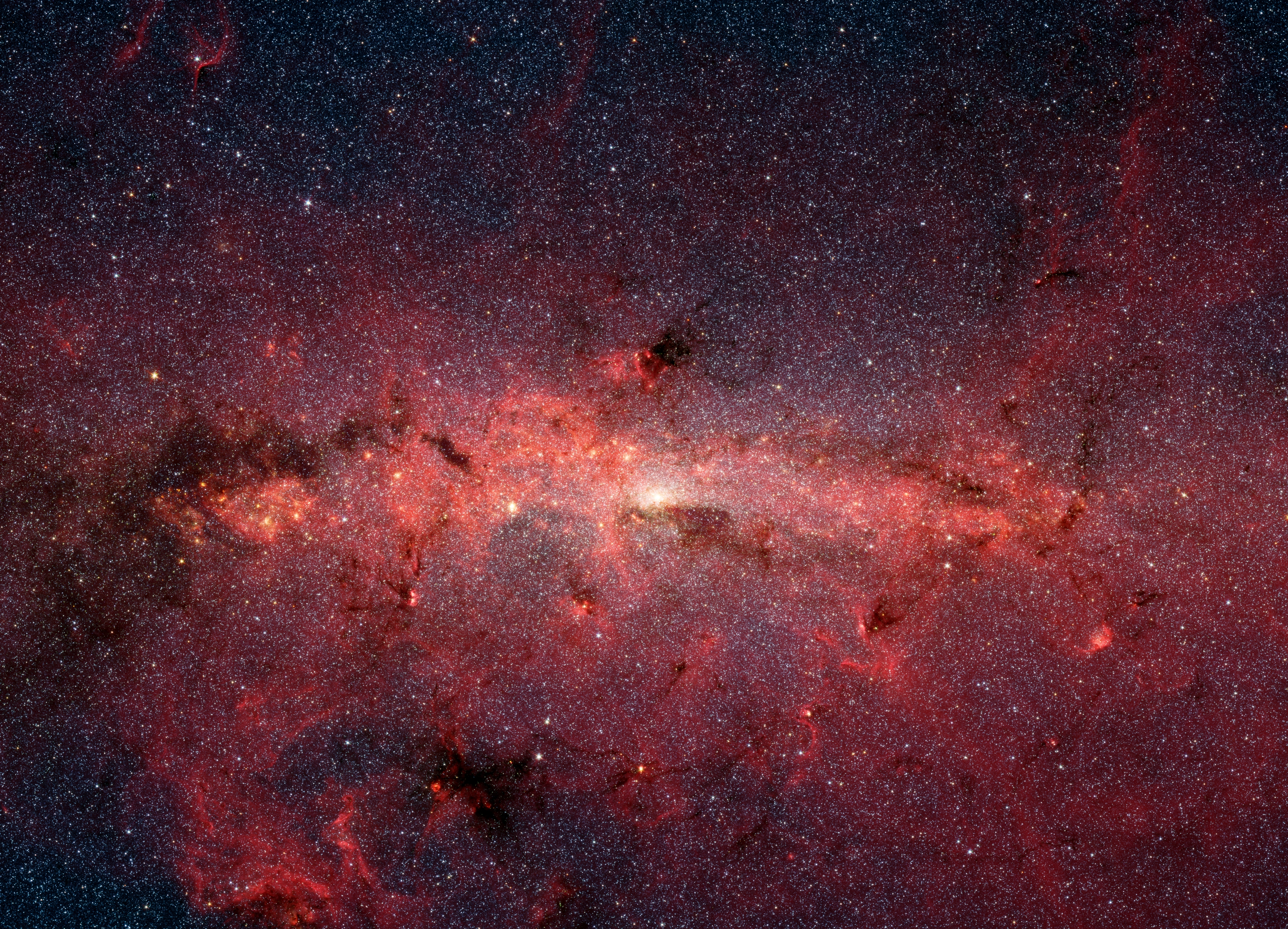
Infrarood afbeelding van de Spitzer Space Telescope
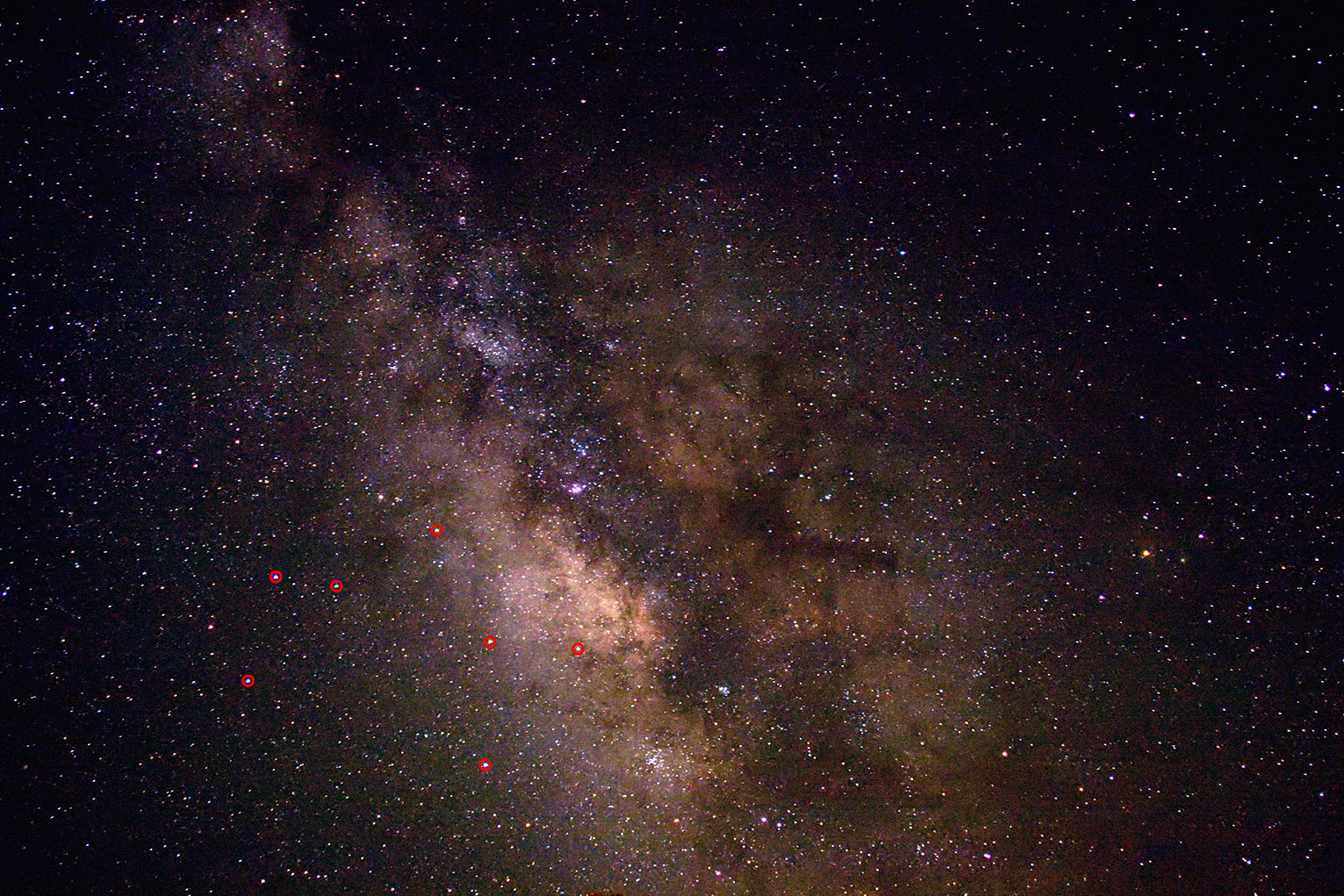
Een blik op de nachthemel in de buurt van Boogschutter, verbeterd om het contrast en detail beter weer te geven in de stofstroken. De voornaamste sterren zijn met rood omcirkeld.
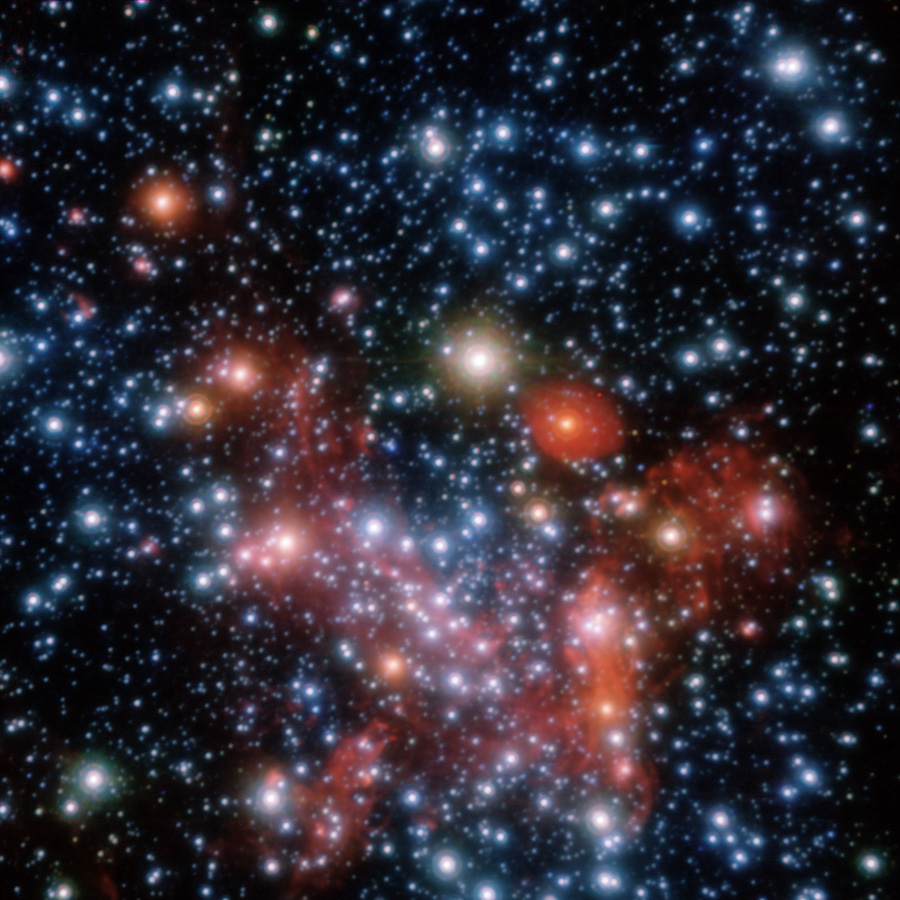
Het centrale deel van de Melkweg geobserveerd in bijna infrarood met het NACO instrument op de VLT van de ESO
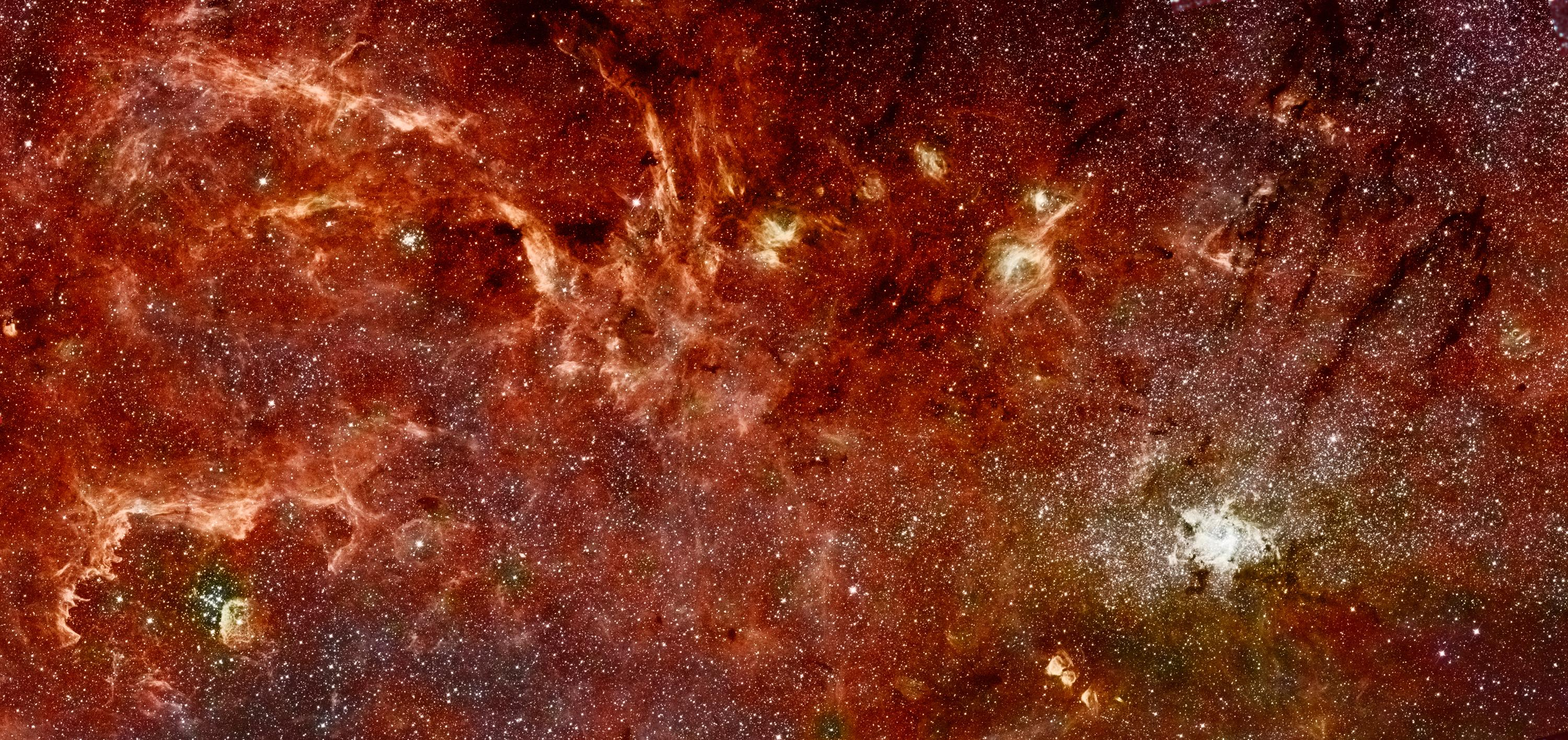
Infrarood afbeelding van het centrum van de Melkweg waarop nieuwe massieve sterren te zien zijn.
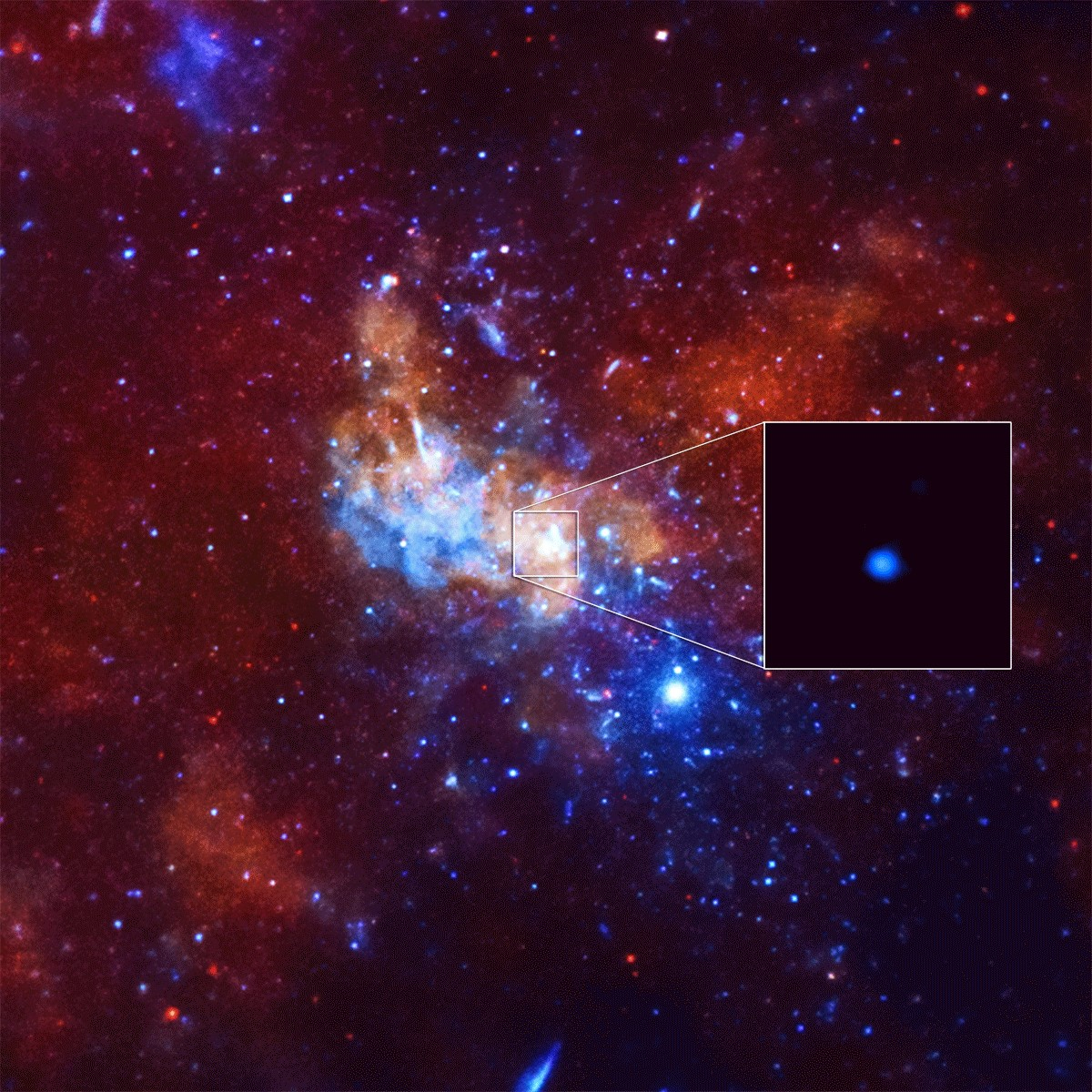
De detectie van een ongewoon intense röntgenstraal van Sagittarius A*.
Het centrum van de Melkweg gezien door 64 radiotelescopen in de Zuid-Afrikaanse wildernis met de MeerKAT opstelling.